# هیچ‌چیز همان نبود
هیچ‌چیز همان نبود (انگلیسی: Nothing Was the Same) سومین آلبوم استودیویی از رپر و خواننده کانادایی دریک است. این آلبوم در ۲۴ سپتامبر ۲۰۱۳، توسط ریپابلیک رکوردز و یانگ مانی انترتینمنت و توزیع‌شده توسط کش مانی رکوردز منتشر شد. کار بر روی این آلبوم از سال ۲۰۱۲ آغاز شد و تا سال ۲۰۱۳ ادامه داشت. آلبوم با حضور هنرمندان مختلفی از جمله تو چینز، بیگ شان و جی-زی ضبط شده‌است.